# Озёрный (Коми)
Озёрный (коми Озернӧй) — посёлок в муниципальном районе Печора в Республике Коми. Административный центр сельского поселения «Озёрный».
Расположен на левом берегу Печоры напротив города Печора, возле длинного старичного озера, откуда и его название. Озерный — посёлок сплавщиков. Старое название Новый Затон. Находится в 6 км к востоку от посёлка Кожва и в 495 км к северо-востоку от Сыктывкара.
В списке населённых пунктов 1960 года не значится, зарегистрирован в 1965 году.
По восточной окраине посёлка проходит автодорога Сыктывкар — Печора с паромной переправой через реку, на восток отходит дорога к посёлкам Красный Яг и Кедровый Шор. В 7-8 км к западу от посёлка находятся железнодорожные станции Кожва-1 и 1808 км на линии Котлас — Воркута.

## Население
| 2010 |
| ---- |
| 682  |

В 1970 году здесь жили 1073 человек, в 1979 — 1087 человек, в 1989 — 969 человек (из них 64% русские, 481 мужчин, 488 женщин), в 1992 — 1041 человек, в начале 1995 — 1032 человек, в 2007 году — 819 человек.